# Leslie, Fife
Leslie är en ort i Storbritannien.   Den ligger i kommunen Fife och riksdelen Skottland, i den centrala delen av landet, 600 km norr om huvudstaden London. Leslie ligger 128 meter över havet och antalet invånare är 3 092.
Terrängen runt Leslie är platt åt sydost, men åt nordväst är den kuperad.Runt Leslie är det tätbefolkat, med 913 invånare per kvadratkilometer. Närmaste större samhälle är Glenrothes, 2,7 km öster om Leslie. Runt Leslie är det i huvudsak tätbebyggt.